# Robert Prytz
Robert Prytz (født 12. januar 1960 i Malmø, Sverige) er en svensk tidligere fodboldspiller (midtbane). Han spillede 56 kampe og scorede 13 mål for det svenske landshold. I 1986 blev han tildelt Guldbollen, titlen som årets fodboldspiller i Sverige.
Prytz spillede på klubplan blandt andet for Malmö FF i hjemlandet, Hellas Verona i Italien og skotske Rangers.

## Titler
Allsvenskan
- 1977 med Malmö FF

Svenska Cupen
- 1980 med Malmö FF

Scottish League Cup
- 1984 og 1985 med Rangers

Super League (Schweiz)
- 1986 med BSC Young Boys

Coupe de Suisse
- 1987 med BSC Young Boys